# Anna Sophia af Preussen
Anna Sophia af Preussen (11. juni 1527 - 6. februar 1591) var datter af Albrecht af Preussen og Dorothea af Danmark.
Hun blev 24. februar 1555 gift med Johan Albrecht 1. af Mecklenburg. Parret fik 3 børn:
- Albert (1556–1561), hertug af Mecklenburg
- Johan VII (1558-1592), hertug af Mecklenburg-Schwerin fra 1576 til 1592
- Sigismund August, hertug af Mecklenburg (1560–1600)